# Justizhochhaus
Das Justizhochhaus war ein Verwaltungsgebäude im Wuppertaler Stadtteil Elberfeld. Das Gebäude auf der Gerichtsinsel war das zweithöchste der Stadt und dominierte die Skyline des Elberfelder Zentrums.

## Beschreibung und Abriss
Neben dem Gebäude des zwischen 1848 und 1853 errichteten Landgerichts liegt das 1900 gebaute Amtsgericht auf der Wupperinsel. Hinter dem Amtsgericht lag auf dem westlichen Ende das 17-stöckige Justizhochhaus (nach anderer Quelle 18-stöckig – die Zählung resultiert wahrscheinlich dadurch, dass hier das Erdgeschoss zu den 17 Stockwerken des Baukörpers hinzugezählt wurde). Dort waren weitere Geschäftsräume des Amtsgerichts sowie die Staatsanwaltschaft untergebracht und mit einem oberirdischen Gang mit dem alten Gebäude des Amtsgerichts verbunden. Dieser Gang wurde scherzhaft „Beamtenlaufbahn“ genannt. Das Hochhaus wurde 1964 errichtet und war 65 Meter hoch (nach anderer Quelle wurde es im Jahr 1961 erbaut – wahrscheinlich ist hier aber der Baubeginn gemeint) (nach anderer Quelle ist eine Höhe von 72 Meter beschrieben – wahrscheinlich ist hier das Erdgeschoss zu einem 65 Meter hohen Baukörper hinzugerechnet worden).
In den 1990er-Jahren bezeichneten Kommunalpolitiker den Bau als „Schandfleck“ in dem Gebäudeensemble von als Baudenkmal geschütztem Landgericht und Amtsgericht. Als eines der ersten Hochhäuser im Tal gab es auch Überlegungen diesen Bau unter Denkmalschutz zu stellen. Der Bau musste aber wegen gravierender Statik- und Brandschutzmängel abgerissen werden. Das reichlich verbaute Holz in den Wänden verstieß gegen die Brandschutzbestimmungen. Auch die Deckenverkleidungen und verbauten Kabel hätten deswegen erneuert werden müssen. Da auch Teile des Gebäudes eine Asbestbelastung aufwiesen, entschloss man sich zu einem Neubau.
Der Abriss des am 17. März 1998 geräumten Hochhauses im März bis Juni 2002 stellte eine besondere Herausforderung an die beteiligten Firmen dar. So durften die umgebenden Gebäude, darunter ein Kindergarten, nicht beeinträchtigt werden. Eine Sprengung schied aufgrund der benachbarten Schwebebahn gänzlich aus. Auch die Lage auf der Flussinsel in unmittelbarer Nähe zu der stark befahrenen Bundesstraße 7 und dem Hofkamp machten das nicht einfacher. Der Bau bestand aus einem innen liegenden Kern mit Fahrstuhlschacht und Treppenhaus und an vier 1,0 Meter × 0,6 Meter messenden Pylonen an den Außenseiten aufgehängten Etagen. Man wollte das Gebäude in zwei Phasen abtragen, die oberen zehn Etagen mit einer Diamant-Sägetechnologie zerschneiden und die unteren sieben Etagen wollte man mit einem Seilbagger niederreißen. Pro Etage brauchte man nur rund vier Tage für den Rückbau, in der Planung hatte man sechs Tage dafür vorgesehen. Die oberen zehn Etagen wurden dabei in 510 einzelne Teile zerschnitten.

## Neubau

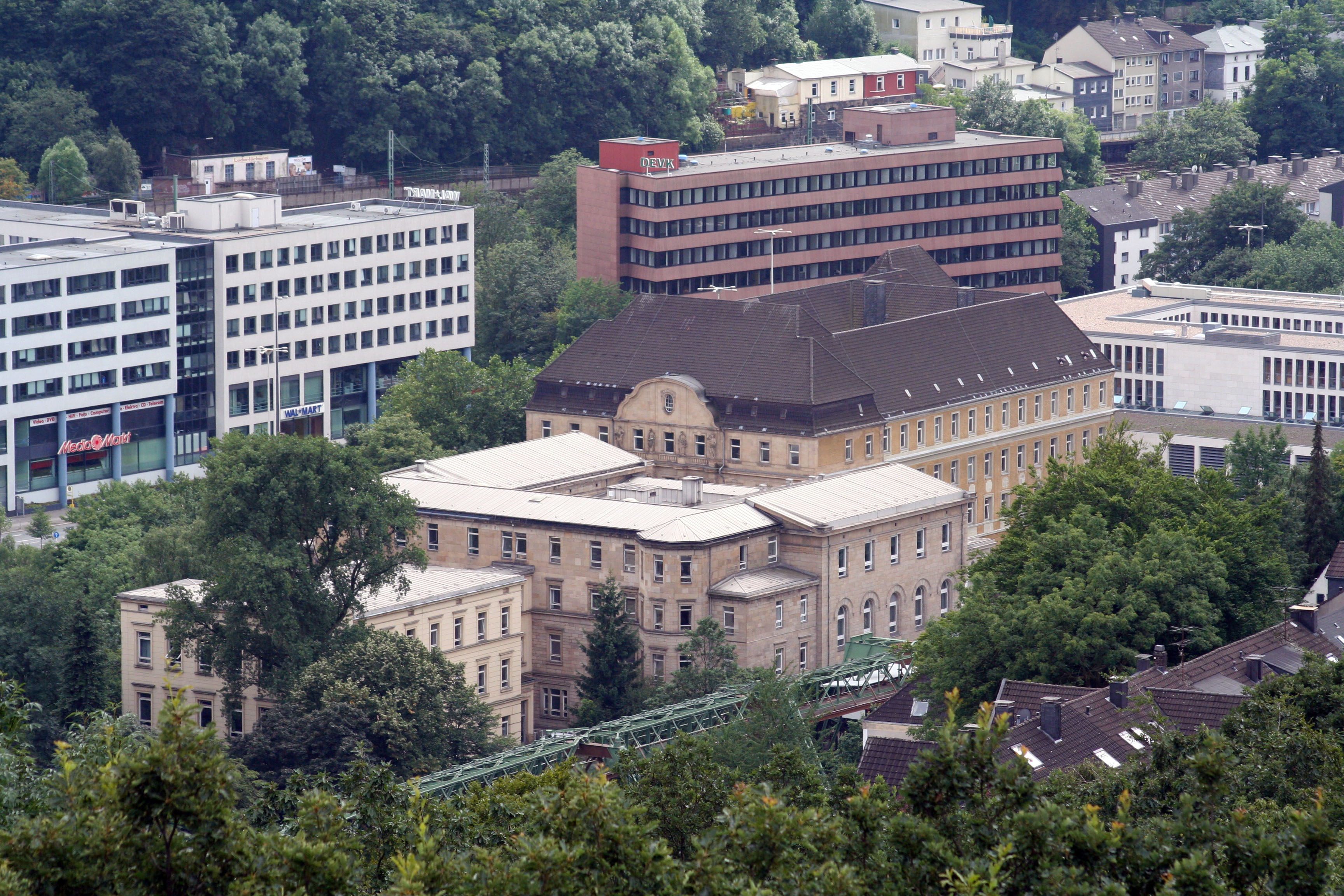
Das Land- und Amtsgericht in Wuppertal. Ganz am rechten Rand des Bildes von 2005 ist der Neubau zu sehen.

Das Justizhochhaus wurde, nach den Plänen des Düsseldorfer Architekturbüros HPP, durch einen Neubau ersetzt. Das sogenannte Justizzentrum Wuppertal wurde nach zweijähriger Bauzeit im Frühjahr 2005 fertiggestellt. Die Investition des sechsgeschossigen Bauwerks mit einer Nutzfläche von 9500 Quadratmetern belief sich auf 30 Millionen Euro. Unter Anwesenheit von NRW-Justizministerin Roswitha Müller-Piepenkötter wurde der Neubau am 31. August 2005 eingeweiht.